# Escuelas Aguirre
Las Escuelas Aguirre de Madrid son una edificación de estilo neomudéjar, erigida en 1881-1886, en Madrid, España, que utiliza el ladrillo como elemento estructural.

## Historia
Las escuelas Aguirre fueron iniciativa del filántropo Lucas Aguirre (1800-1873). A su muerte Aguirre legó parte de su fortuna para el sostenimiento de centros educativos, y como resultado de este legado se construyeron estas Escuelas Aguirre, además de las de Cuenca (su ciudad natal) (hoy Centro Cultural Aguirre) y de Siones (Burgos), localidad de nacimiento de su padre.  Las Escuelas Aguirre de Madrid se construyeron en unos terrenos cedidos por el Ayuntamiento en la calle de Alcalá, 62, haciendo confluencia con la calle de O'Donnell y con la calle de Aguirre.
El proyecto de las Escuelas Aguirre de Madrid es del arquitecto Emilio Rodríguez Ayuso, quien aportó novedades muy interesantes para la época, como gimnasio, biblioteca, museo escolar, patio de recreo, sala de música y observatorio meteorológico. Su construcción comenzó el año 1881, siendo inaugurado el 18 de octubre de 1884. Sus primeros alumnos fueron niños de dos clases de párvulos.
En 1911 pasaron a depender directamente del Ayuntamiento de Madrid. Hoy en día el edificio ya no se dedica a su original destino (la enseñanza), si bien en su honor existe el Colegio de Educación Primaria Escuelas Aguirre, ubicado en una zona cercana en la calle Pio Baroja en el barrio de El Retiro. En el edificio se han ubicado sucesivamente la sección de estadística del Ayuntamiento de Madrid y, desde 2006, la Casa Árabe.